# Anisodes obrinaria
Anisodes obrinaria är en fjärilsart som beskrevs av Achille Guenée 1858. Anisodes obrinaria ingår i släktet Anisodes och familjen mätare. Inga underarter finns listade i Catalogue of Life.